# Longman
Longman, nota anche come Pearson Longman, è una casa editrice fondata a Londra nel 1724, di proprietà della Pearson PLC.
Dal 1968, Longman è stato usato principalmente come nota tipografica da Pearson's Schools business. Il marchio Longman è usato anche per le scuole Longman in Cina e per il dizionario Longman dell'inglese contemporaneo.

## Storia

### Inizi
La società Longman fu fondata da Thomas Longman, figlio di Ezekiel Longman, di Bristol. Thomas fu apprendista nel 1716 presso John Osborn, un libraio di Londra, e alla scadenza del suo apprendistato sposò la figlia di Osborn. Nell'agosto del 1724, acquistò il magazzino e le masserizie di William Taylor, il primo editore di Robinson Crusoe. I due negozi di Taylor a Londra erano conosciuti rispettivamente come "Black Swan" ("Cigno Nero") e "the Ship" ("La Nave"), e divennero la prima sede della casa editrice.
Nel 1728, Longman entrò in società con suo suocero, Osborn, che deteneva un sesto delle azioni della Cyclopaedia di Ephraim Chambers. Lo stesso Longman fu uno dei sei librai che commissionariono a Samuel Johnson un dizionario tra i più influenti della storia della lingua inglese, collaborando alla sua compilazione tra il 1746 e il 1755.

## XX secolo
Nel dicembre 1940, gli uffici londinesi di Longman furono distrutti durante i bombardamenti tedeschi, insieme alla maggior parte delle azioni della compagnia. Tuttavia, l'azienda sopravvisse a questa crisi e divenne una società pubblica nel 1948. Longman fu acquisita dall'editore britannico Pearson, proprietario del Financial Times, nel 1968. Nel 1972, Mark Longman, ultimo della famiglia Longman a dirigere l'azienda, morì.
Longman continuò ad esistere come marchio e nota tipografica di Pearson PLC, con il nome di "Pearson Longman", ramo editoriale specializzato in inglese, inglese come lingua straniera, storia, economia, filosofia, scienze politiche e religione.
Il marchio Longman è ora usato principalmente dal dipartimento ELT di Pearson (acronimo di English Language Teaching), in particolare per le scuole Longman in Cina, il dizionario e il sillabario "Kennedy's Revised Latin Primer". Tutti gli altri libri di testo e prodotti usano il marchio e la nota tipografica Pearson.